# Madhuca decipiens
Madhuca decipiens là một loài thực vật có hoa trong họ Hồng xiêm. Loài này được J.Sinclair mô tả khoa học đầu tiên năm 1967.